# 假稻属
假稻属（学名：Leersia）也称李氏禾属，是禾本科下的一个属。该属共有约15种，分布于温带至热带地区。

## 下属物种
- 李氏禾 Leersia hexandra Swartz.
- 假稻 Leersia japonica (Makino) Honda
- 蓉草 Leersia oryzoides (L.) Swartz.
- 秕壳草 Leersia sayanuka Ohwi